# David Goodman (Dirigent)
David Goodman (* 1976) ist ein US-amerikanischer Dirigent.
Goodman begann seine musikalische Ausbildung elfjährig als Rock-’n’-Roll-Schlagzeuger. Im Alter von vierzehn Jahren spielte er beim Sommerfestival von Vermont zum ersten Mal Schlagzeug in einem Orchester. Im Folgejahr begann er, am Pre-College der Juilliard School Schlagzeug, Klavier, Kontrapunkt, Komposition und Dirigieren zu studieren. 1994 setzte er seine Ausbildung am Curtis Institute of Music fort. Im Jahr 1995 gründete er das Wild Ginger Philharmonic Orchestra, dem junge Musiker wie Jonathan Gandelsman, Nicholas Cords, Colin Jacobsen, Eric Jacobsen Cynthia Miller Freivogel, Brad Gemeinhardt, Lev Zhurbin, Heather Fortune und Peter Charig angehörten bzw. angehören.